# タレイア (ムーサ)

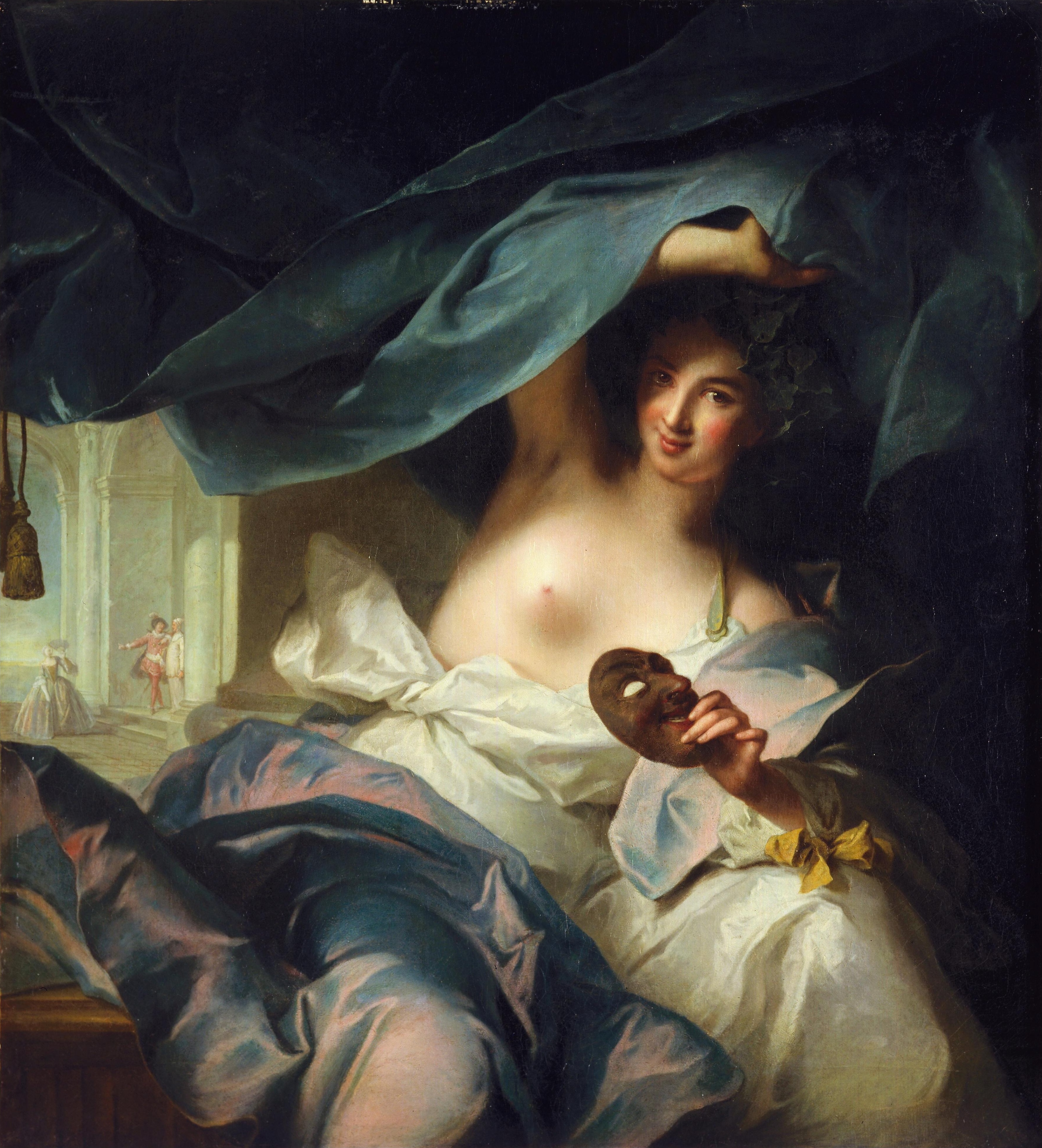
ジャン＝マルク・ナティエの絵画『タレイア』（1739年）。サンフランシスコ美術館所蔵。

タレイア（古希: Θάλεια、古代ギリシア語ラテン翻字: Tháleia）は、ギリシア神話の女神である。ムーサの1人で、喜劇をつかさどる。その名前はギリシア語の「開花する」による。
ゼウスとムネーモシュネーの娘で、カリオペー、クレイオー、メルポメネー、エウテルペー、エラトー、テルプシコラー、ウーラニアー、ポリュムニアーと姉妹。
アポローンとの間にコリュバンテースを産んだ。
タレイアは陽気な雰囲気の若い娘で、木蔦の冠をかぶり、半長靴をはいて、手には喜劇の仮面を持っている。その彫像の中には、ラッパやメガホンを持っているものもあり、古代の喜劇で役者の声を支えるのに用いた楽器とされる。

## ギャラリー

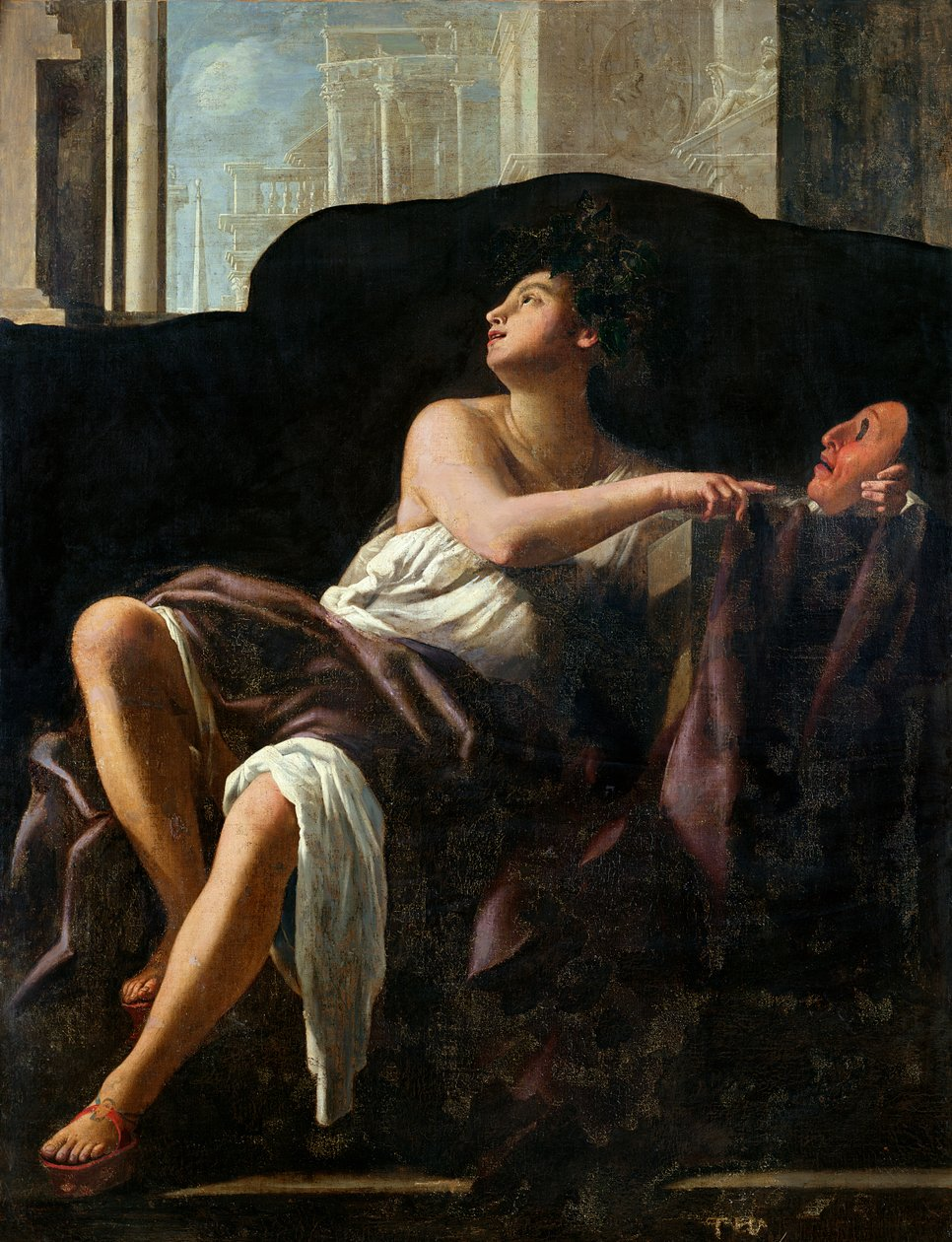
ジョヴァンニ・バリオーネ『タレイア、喜劇を司るムーサ』（1620年） アラス美術館所蔵
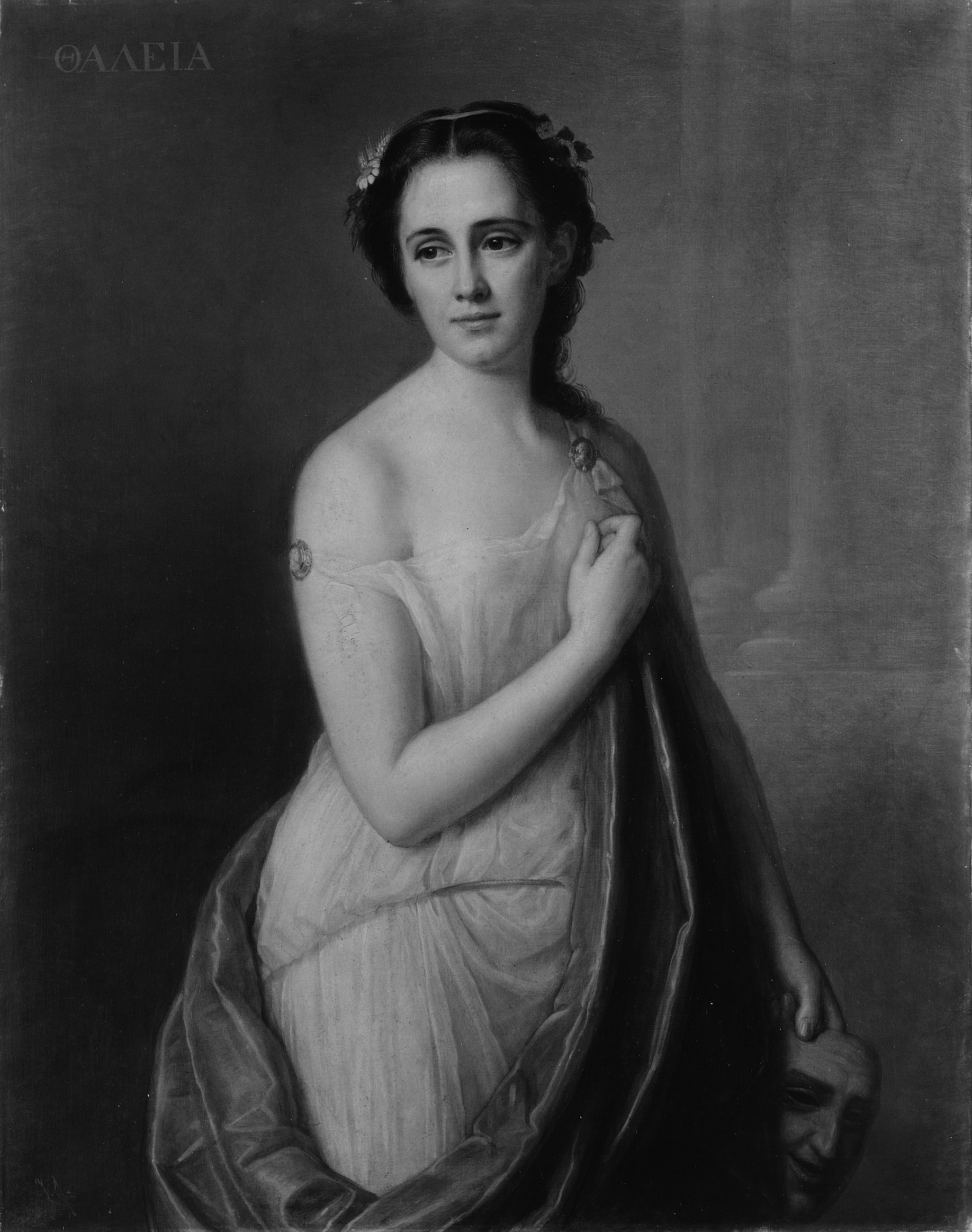
ジュゼッペ・ファニャーニ『タレイア』（1869年） メトロポリタン美術館所蔵
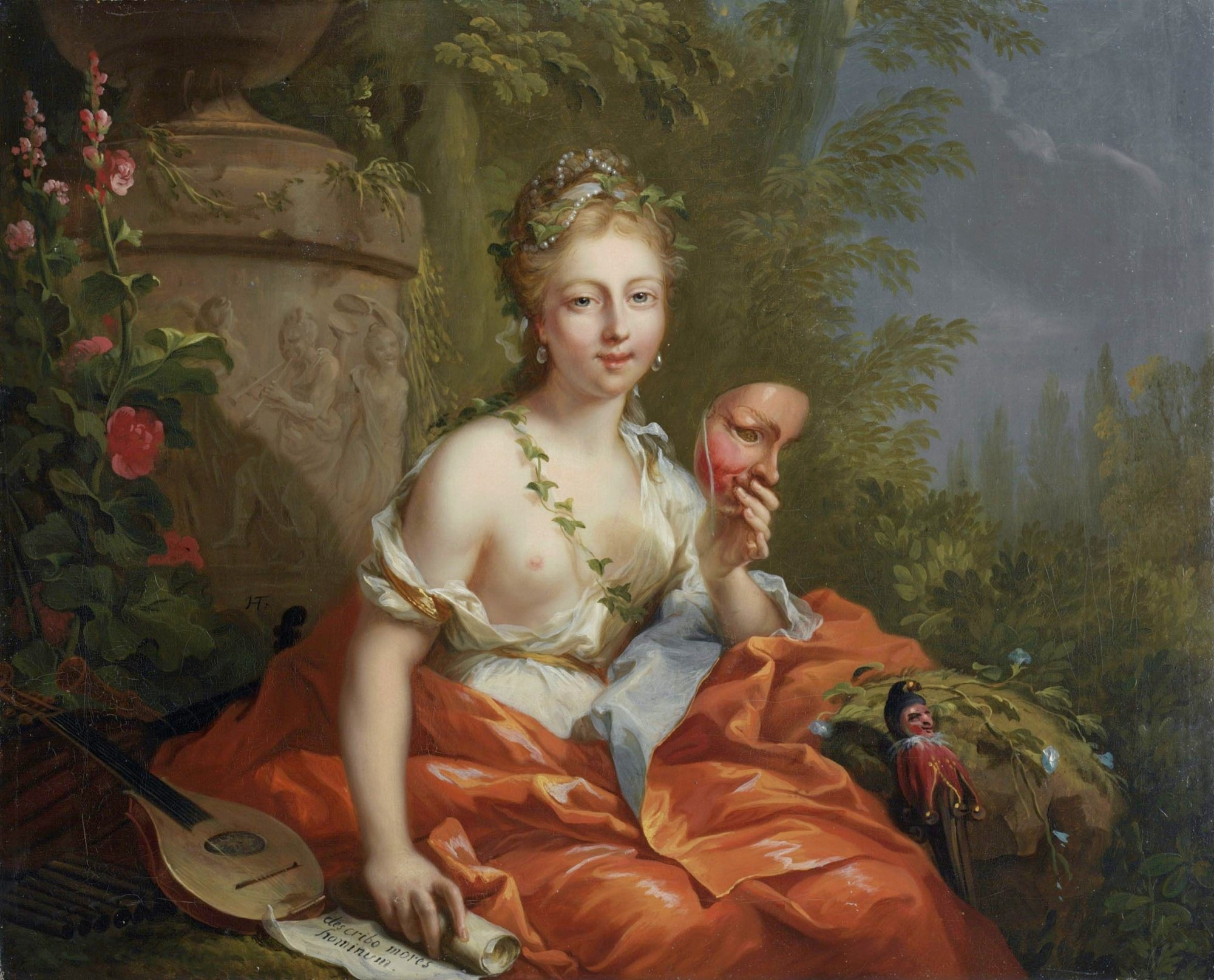
ヨハン・ハインリヒ・ティシュバイン『タレイア』（1771年） カッセル市立美術館（英語版）所蔵
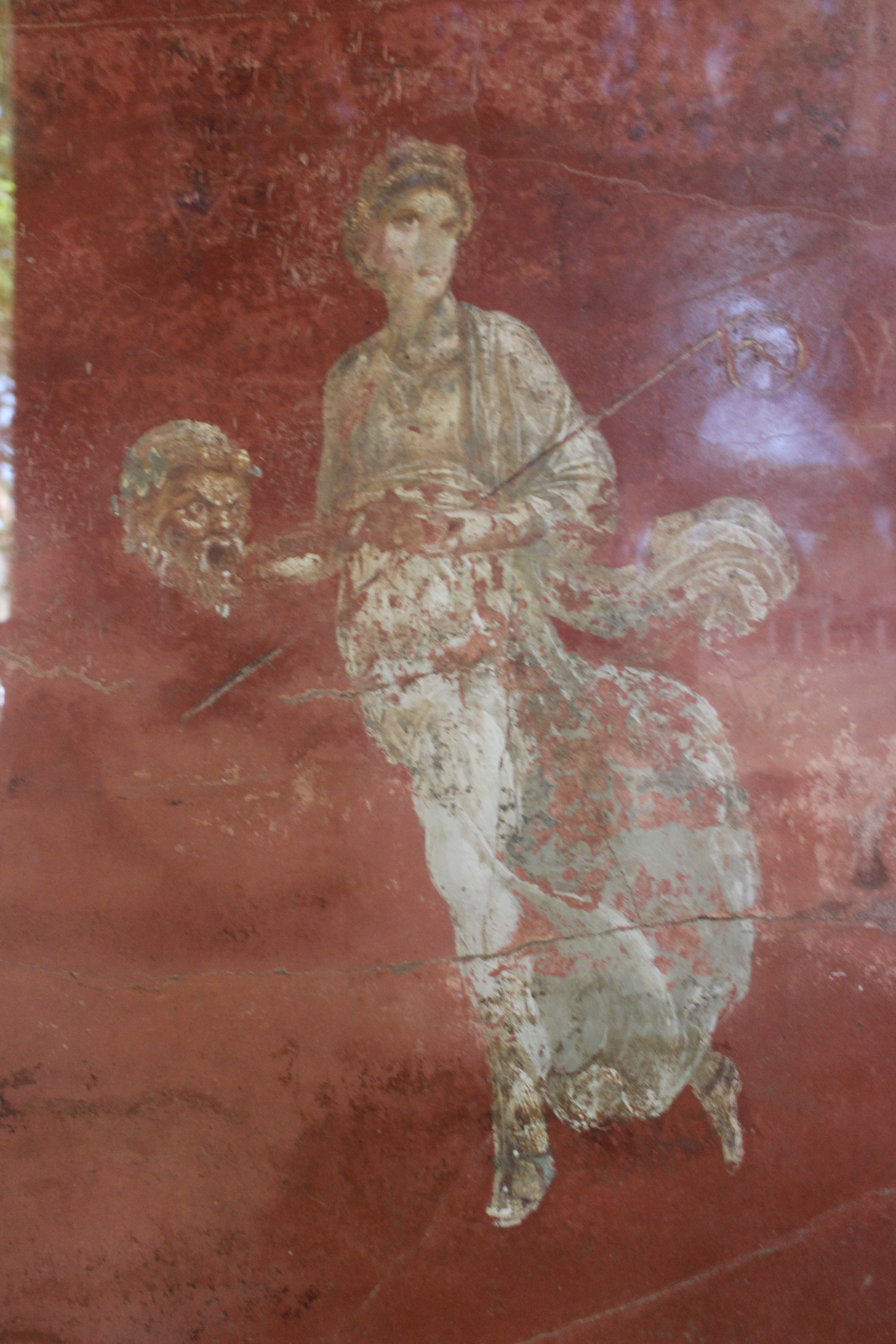
ポンペイのパレストラにあるタレイアの壁画
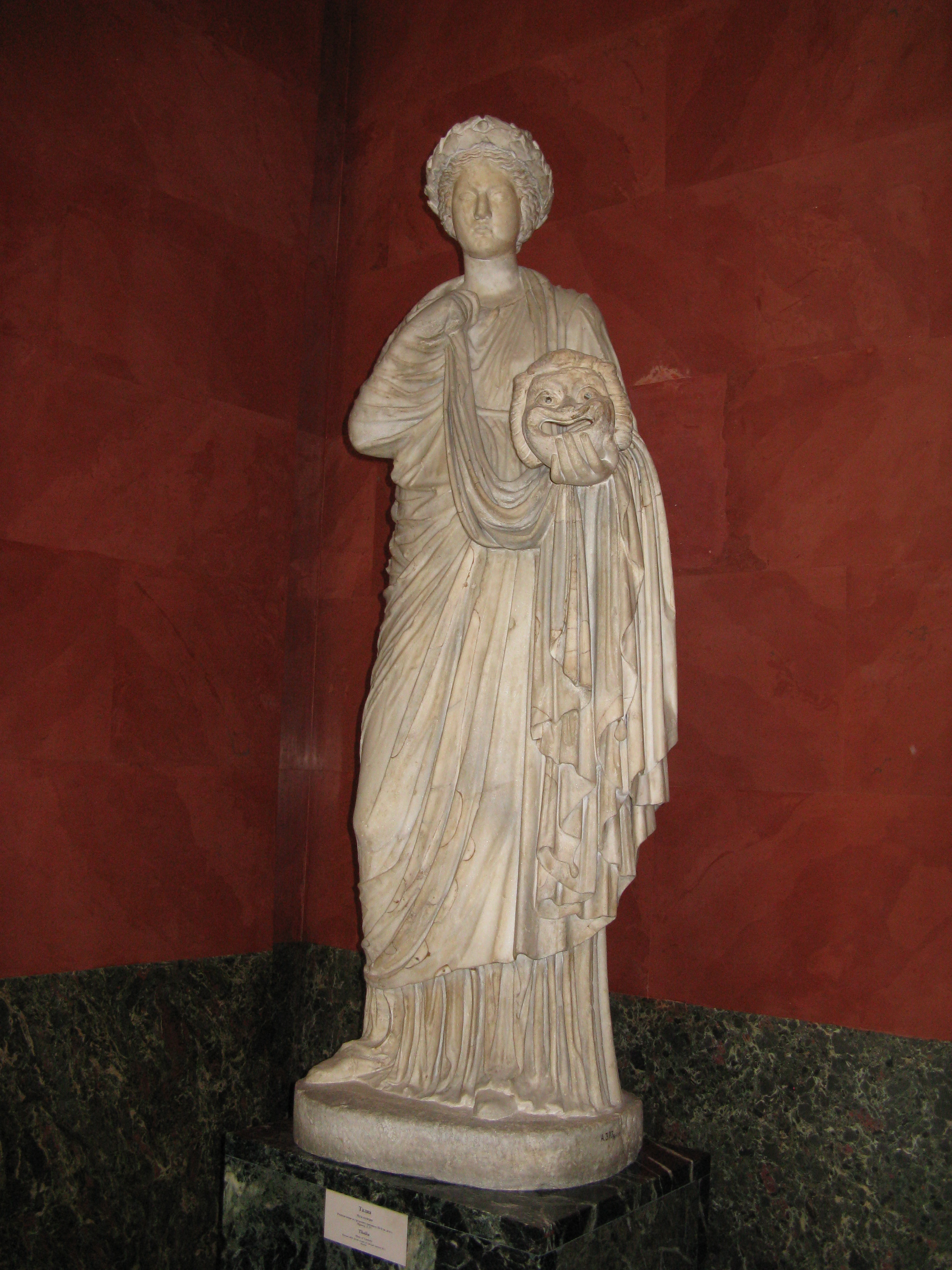
タレイアの像 エルミタージュ美術館所蔵
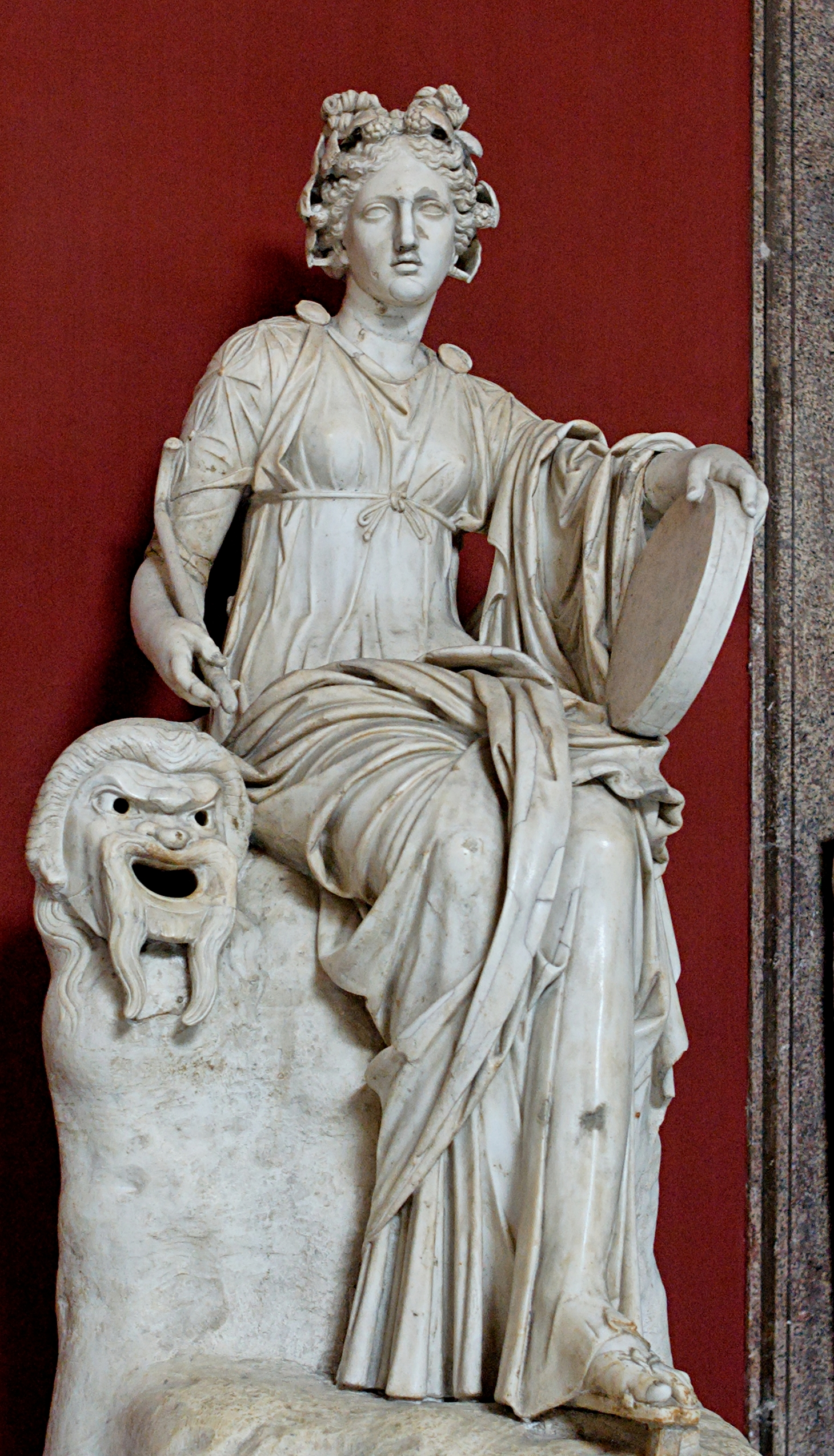
タレイアの像 バチカン美術館所蔵
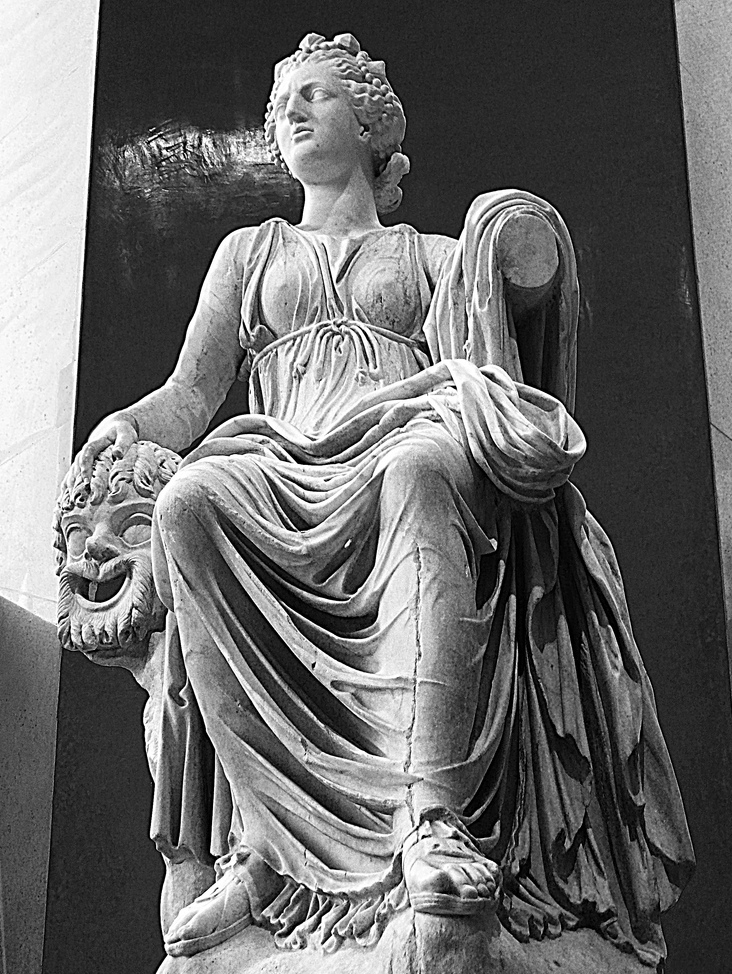
タレイアの像 プラド美術館所蔵